# Championnats des quatre continents de patinage artistique 2010
Navigation
Édition précédente Édition suivante
Les championnats des quatre continents 2010 ont lieu du 25 au 31 janvier 2010 à la Hwasan Ice Arena de Jeonju en Corée du Sud.

## Qualifications
Les patineurs sont éligibles à l'épreuve s'ils représentent une nation non européenne membre de l'Union internationale de patinage (International Skating Union en anglais) et s'ils ont atteint l'âge de 15 ans avant le 1er juillet 2009 dans leur pays de naissance. La compétition correspondante pour les patineurs européens est le championnat d'Europe 2010. Les fédérations nationales sélectionnent leurs patineurs en fonction de leurs propres critères, mais l'Union internationale de patinage exige un score minimum d'éléments techniques (Technical Elements Score en anglais) lors d'une compétition internationale avant les championnats des Quatre Continents.
Chaque nation membre qualifiée peut avoir jusqu'à trois inscriptions par discipline, sans tenir compte des résultats de la saison précédente.

## Podiums
| Épreuves                            | Or                           | Argent                              | Bronze                            |
| ----------------------------------- | ---------------------------- | ----------------------------------- | --------------------------------- |
| Messieurs résultats détaillés       | Adam Rippon                  | Tatsuki Machida                     | Kevin Reynolds                    |
| Dames résultats détaillés           | Mao Asada                    | Akiko Suzuki                        | Caroline Zhang                    |
| Couples résultats détaillés         | Zhang Dan / Zhang Hao        | Keauna McLaughlin / Rockne Brubaker | Meagan Duhamel / Craig Buntin     |
| Danse sur glace résultats détaillés | Kaitlyn Weaver / Andrew Poje | Allie Hann-McCurdy / Michael Coreno | Madison Hubbell / Keiffer Hubbell |

## Tableau des médailles
| Rang  | Nation     | Or | Argent | Bronze | Total |
| ----- | ---------- | -- | ------ | ------ | ----- |
| 1     | Canada     | 1  | 1      | 2      | 4     |
| 1     | États-Unis | 1  | 1      | 2      | 4     |
| 3     | Japon      | 1  | 2      | 0      | 3     |
| 4     | Chine      | 1  | 0      | 0      | 1     |
| Total | Total      | 4  | 4      | 4      | 12    |

## Détails des compétitions

### Messieurs
| Rang                                        | Nom                  | Nation           | Points | Programme court | Programme court | Programme libre | Programme libre |
| ------------------------------------------- | -------------------- | ---------------- | ------ | --------------- | --------------- | --------------- | --------------- |
| 1                                           | Adam Rippon          | États-Unis       | 225.78 | 7               | 69.56           | 1               | 156.22          |
| 2                                           | Tatsuki Machida      | Japon            | 217.48 | 6               | 69.60           | 2               | 147.88          |
| 3                                           | Kevin Reynolds       | Canada           | 212.99 | 1               | 81.60           | 8               | 131.39          |
| 4                                           | Brandon Mroz         | États-Unis       | 212.68 | 3               | 70.88           | 5               | 141.80          |
| 5                                           | Ryan Bradley         | États-Unis       | 212.19 | 8               | 66.22           | 3               | 145.97          |
| 6                                           | Song Nan             | Chine            | 209.68 | 2               | 72.95           | 6               | 136.73          |
| 7                                           | Shawn Sawyer         | Canada           | 206.34 | 10              | 62.36           | 4               | 143.98          |
| 8                                           | Wu Jialiang          | Chine            | 203.60 | 5               | 70.33           | 7               | 133.27          |
| 9                                           | Guan Jinlin          | Chine            | 195.66 | 9               | 64.60           | 9               | 131.06          |
| 10                                          | Denis Ten            | Kazakhstan       | 172.65 | 4               | 70.50           | 14              | 102.15          |
| 11                                          | Joey Russell         | Canada           | 171.44 | 12              | 57.05           | 10              | 114.39          |
| 12                                          | Yasuharu Nanri       | Japon            | 171.36 | 11              | 61.48           | 11              | 109.88          |
| 13                                          | Abzal Rakimgaliev    | Kazakhstan       | 156.91 | 13              | 55.91           | 15              | 101.00          |
| 14                                          | Kim Min-Seok         | Corée du Sud     | 153.09 | 16              | 49.49           | 12              | 103.60          |
| 15                                          | Kento Nakamura       | Japon            | 152.69 | 17              | 49.24           | 13              | 103.45          |
| 16                                          | Stephen Li-Chung Kuo | Taipei chinois   | 149.96 | 14              | 53.80           | 16              | 95.16           |
| 17                                          | Kevin Alves          | Brésil           | 130.76 | 19              | 41.81           | 17              | 88.95           |
| 18                                          | Mark Webster         | Australie        | 129.73 | 15              | 51.05           | 19              | 78.68           |
| 19                                          | Matthew Precious     | Australie        | 127.09 | 18              | 47.44           | 18              | 79.65           |
| 20                                          | Wun-Chang Shih       | Taipei chinois   | 101.87 | 20              | 40.53           | 20              | 61.34           |
| Patineurs éliminés après le programme court |                      |                  |        |                 |                 |                 |                 |
| 21                                          | Nicholas Fernandez   | Australie        |        | 21              | 35.43           | NC              | NC              |
| 22                                          | Charles Shou-San Pao | Taipei chinois   |        | 22              | 35.10           | NC              | NC              |
| 23                                          | Humberto Contreras   | Mexique          |        | 23              | 33.27           | NC              | NC              |
| 24                                          | Seo Min Seok         | Corée du Sud     |        | 24              | 30.42           | NC              | NC              |
| 25                                          | Hau Yin Lee          | Hong Kong        |        | 25              | 27.87           | NC              | NC              |
| 26                                          | Hon Lam To           | Hong Kong        |        | 26              | 27.46           | NC              | NC              |
| 27                                          | Cameron Hems         | Nouvelle-Zélande |        | 27              | 25.35           | NC              | NC              |

### Dames
| Rang                                          | Nom                     | Nation         | Points | Programme court | Programme court | Programme libre | Programme libre |
| --------------------------------------------- | ----------------------- | -------------- | ------ | --------------- | --------------- | --------------- | --------------- |
| 1                                             | Mao Asada               | Japon          | 183.96 | 3               | 57.22           | 1               | 126.74          |
| 2                                             | Akiko Suzuki            | Japon          | 173.72 | 1               | 58.88           | 2               | 114.84          |
| 3                                             | Caroline Zhang          | États-Unis     | 160.78 | 4               | 55.10           | 3               | 105.68          |
| 4                                             | Amanda Dobbs            | États-Unis     | 158.23 | 2               | 57.56           | 5               | 100.67          |
| 5                                             | Haruka Imai             | Japon          | 155.29 | 5               | 55.06           | 6               | 100.23          |
| 6                                             | Kwak Min-Jung           | Corée du Sud   | 154.71 | 7               | 53.68           | 4               | 101.03          |
| 7                                             | Amélie Lacoste          | Canada         | 152.45 | 6               | 54.46           | 8               | 97.99           |
| 8                                             | Myriane Samson          | Canada         | 150.90 | 8               | 51.60           | 7               | 99.30           |
| 9                                             | Alexe Gilles            | États-Unis     | 140.88 | 9               | 48.90           | 9               | 91.98           |
| 10                                            | Diane Szmiett           | Canada         | 140.10 | 10              | 48.82           | 10              | 91.28           |
| 11                                            | Anastasia Gimazetdinova | Ouzbékistan    | 134.15 | 11              | 46.88           | 11              | 87.27           |
| 12                                            | Liu Yan                 | Chine          | 126.11 | 12              | 46.60           | 13              | 79.51           |
| 13                                            | Kim Chae-Hwa            | Corée du Sud   | 123.91 | 14              | 41.34           | 12              | 82.57           |
| 14                                            | Cheltzie Lee            | Australie      | 119.39 | 15              | 40.06           | 14              | 79.33           |
| 15                                            | Kim Na-Young            | Corée du Sud   | 109.46 | 13              | 44.94           | 17              | 64.52           |
| 16                                            | Lejeanne Marais         | Afrique du Sud | 103.03 | 19              | 34.32           | 15              | 68.71           |
| 17                                            | Ana Cecilia Cantu       | Mexique        | 101.25 | 17              | 35.62           | 16              | 65.63           |
| 18                                            | Crystal Kiang           | Taipei chinois | 96.16  | 16              | 36.18           | 19              | 59.98           |
| 19                                            | Melinda Wang            | Taipei chinois | 95.50  | 20              | 33.82           | 18              | 61.68           |
| 20                                            | Lauren Ko               | Philippines    | 90.77  | 18              | 35.22           | 20              | 55.55           |
| Patineuses éliminées après le programme court |                         |                |        |                 |                 |                 |                 |
| 21                                            | Xu Binshu               | Chine          |        | 21              | 33.82           | NC              | NC              |
| 22                                            | Phoebe Di Tommaso       | Australie      |        | 22              | 33.48           | NC              | NC              |
| 23                                            | Tamami Ono              | Hong Kong      |        | 23              | 33.26           | NC              | NC              |
| 24                                            | Mericien Venzon         | Philippines    |        | 24              | 32.92           | NC              | NC              |
| 25                                            | Sandra Khopon           | Thaïlande      |        | 25              | 32.84           | NC              | NC              |
| 26                                            | Mary Ro Reyes           | Mexique        |        | 26              | 32.76           | NC              | NC              |
| 27                                            | Gracielle Jeanne Tan    | Philippines    |        | 27              | 32.22           | NC              | NC              |
| 28                                            | Tiffany Packard Yu      | Hong Kong      |        | 28              | 30.74           | NC              | NC              |
| 29                                            | Abigail Pietersen       | Afrique du Sud |        | 29              | 30.06           | NC              | NC              |
| 30                                            | Chaochih Liu            | Taipei chinois |        | 30              | 29.92           | NC              | NC              |
| 31                                            | Charissa Tansomboon     | Thaïlande      |        | 31              | 29.88           | NC              | NC              |
| 32                                            | Sarah Paw Si Ying       | Singapour      |        | 32              | 27.32           | NC              | NC              |
| 33                                            | Taryn Jurgensen         | Thaïlande      |        | 33              | 26.94           | NC              | NC              |
| 34                                            | Priscila Alavez         | Mexique        |        | 34              | 24.92           | NC              | NC              |
| 35                                            | Elena Rodrigues         | Brésil         |        | 35              | 24.74           | NC              | NC              |
| 36                                            | Alessia Baldo           | Brésil         |        | 36              | 24.00           | NC              | NC              |
| 37                                            | Tze Ching Lee           | Hong Kong      |        | 37              | 23.48           | NC              | NC              |
| 38                                            | Simone Pastusiak        | Brésil         |        | 38              | 17.70           | NC              | NC              |

### Couples
| Rang | Nom                                         | Nation         | Points | programme court | programme court | programme libre | programme libre |
| ---- | ------------------------------------------- | -------------- | ------ | --------------- | --------------- | --------------- | --------------- |
| 1    | Zhang Dan & Zhang Hao                       | Chine          | 192.22 | 1               | 65.86           | 1               | 126.36          |
| 2    | Keauna McLaughlin & Rockne Brubaker         | États-Unis     | 170.17 | 2               | 64.56           | 2               | 105.61          |
| 3    | Meagan Duhamel & Craig Buntin               | Canada         | 158.02 | 3               | 56.90           | 4               | 101.12          |
| 4    | Caitlin Yankowskas & John Coughlin          | États-Unis     | 157.49 | 4               | 56.10           | 3               | 101.39          |
| 5    | Narumi Takahashi & Mervin Tran              | Japon          | 151.83 | 7               | 53.74           | 5               | 98.09           |
| 6    | Zhang Yue & Wang Lei                        | Canada         | 146.60 | 6               | 54.16           | 6               | 92.44           |
| 7    | Mylène Brodeur & John Mattatall             | Canada         | 146.31 | 5               | 55.94           | 7               | 90.37           |
| 8    | Dong Huibo & Wu Yiming                      | Chine          | 136.05 | 9               | 48.02           | 8               | 88.03           |
| 9    | Kirsten Moore-Towers & Dylan Moscovitch     | Canada         | 135.76 | 8               | 48.76           | 9               | 87.00           |
| 10   | Marissa Castelli & Simon Shnapir            | États-Unis     | 128.91 | 10              | 44.60           | 10              | 84.31           |
| 11   | Amanda Sunyoto-Yang & Darryll Sulindro-Yang | Taipei chinois | 116.49 | 11              | 43.42           | 11              | 73.07           |

### Danse sur glace
| Rang | Nom                                 | Nation     | Points | Danse imposée | Danse imposée | Danse originale | Danse originale | Danse libre | Danse libre |
| ---- | ----------------------------------- | ---------- | ------ | ------------- | ------------- | --------------- | --------------- | ----------- | ----------- |
| 1    | Kaitlyn Weaver & Andrew Poje        | Canada     | 166.16 | 1             | 32.67         | 1               | 48.42           | 1           | 85.07       |
| 2    | Allie Hann-McCurdy & Michael Coreno | Canada     | 159.56 | 3             | 29.89         | 2               | 48.21           | 2           | 81.46       |
| 3    | Madison Hubbell & Keiffer Hubbell   | États-Unis | 154.20 | 4             | 29.76         | 4               | 46.75           | 4           | 77.69       |
| 4    | Huang Xintong & Zheng Xun           | Chine      | 150.38 | 2             | 30.12         | 3               | 47.21           | 7           | 73.05       |
| 5    | Madison Chock & Greg Zuerlein       | États-Unis | 148.92 | 5             | 29.14         | 5               | 44.12           | 5           | 75.66       |
| 6    | Kharis Ralph & Asher Hill           | Canada     | 147.38 | 7             | 26.57         | 8               | 41.80           | 3           | 79.01       |
| 7    | Jane Summersett & Todd Gilles       | États-Unis | 144.53 | 8             | 25.26         | 6               | 43.95           | 6           | 75.32       |
| 8    | Yu Xiaoyang & Wang Chen             | Chine      | 141.55 | 6             | 28.16         | 7               | 42.48           | 8           | 70.91       |
| 9    | Guan Xueting & Wang Meng            | Chine      | 127.06 | 9             | 21.64         | 9               | 40.53           | 9           | 64.89       |
| 10   | Danielle Obrien & Gregory Merriman  | Australie  | 115.73 | 10            | 21.12         | 11              | 33.90           | 10          | 60.71       |
| 11   | Corenne Bruhns & Andrew Lavrik      | Mexique    | 106.07 | 11            | 17.71         | 10              | 34.33           | 12          | 54.03       |
| 12   | Maria Borounov & Evgeni Borounov    | Australie  | 106.03 | 12            | 17.22         | 12              | 32.32           | 11          | 56.49       |